# Diane de Dommartin
Diane de Dommartin (Fontenoy-le-Château, 20 settembre 1552 – Dopo il 14 ottobre 1625) già Dompmartin, baronessa di Fontenoy-le-Château, fu una donna di grande cultura, mecenate delle arti, lodata per la sua bellezza, gentilezza e generosità.

## Biografia
Il nonno paterno, Guillaume de Dommartin, apparteneva a un'antica famiglia della cavalleria della regione francese della Lorena, discendente di Ugo Capeto. Fu un valoroso combattente, alleato dei re francesi, Luigi XII e Francesco I durante le guerre d'Italia. Suo padre, Louis de Dommartin, aveva sposato Philippa de La Marck, soprannominata Philippine, o anche Philipotte, signora di Saulcy e Jametz e figlia di Jean de La Marck e nipote di Robert II de La Marck, il quarto dei famosi Cinghiali delle Ardenne.
Diane nacque il 20 settembre 1552 nel castello di Fontenoy. Per il suo battesimo, il padre regalò alla chiesa un nuovo fonte battesimale. Questa, ancora visibile, reca le armi dei Dommartin e la data 1552. 
Non aveva ancora due anni quando suo padre scomparve. In seguito, il 15 gennaio 1560 perse la madre, così, uno zio, Nicolas de Dommartin, e un cugino, il renegravio Jean-Philippe I di Salm, divennero i suoi tutori. Si presume abbia trascorso tutta la sua infanzia a Fontenoy-le-Château.
Il suo tutore, il colonnello e renegravio Jean-Philippe I de Salm, anche se di nazionalità tedesca, comandava un esercito di traditori e lanzichenecchi al servizio della reggente Caterina de Medici. Era schierato coi duchi di Guisa, all'epoca ben considerati a corte. Diane fu promessa a Jean-Philippe de Salm il giovane, nipote ed erede del colonnello. 
Jean-Philippe de Salm il giovane stava reclutando per il regno di Francia, mercenari in Westfalia. Poiché sembrava essere tornata la pace, nella primavera del 1564 Caterina de' Medici intraprese un lungo tour del Paese per presentare Carlo IX al suo popolo. Il re e i suoi due nipoti, Jean-Philippe e Frédéric, furono invitati a seguire il corteo reale. 
Il matrimonio di Diane con Jean-Philippe le Jeune fu deciso in quel periodo, ma Nicolas de Dommartin si appellò alla generosità dei borghesi di Fontenoy per il matrimonio della piccola baronessa solo nel 1566.
Nelle terre di Diana, gli stendardi con le armi della Lorena furono sostituiti dall'aquila imperiale degli Asburgo. Tuttavia, ciò non impedì alla città di prestare denaro al duca Carlo III di Lorena per combattere i protestanti.
Dopo la morte del colonnello di suo padre, avvenuta nell'ottobre 1566, il marito di Diane firmò un ingaggio con Carlo IX di Francia. 
Il 3 ottobre 1569, nella battaglia di Moncontour, Jean-Philippe si trovò improvvisamente di fronte Gaspard II de Coligny, che ferì al volto con un colpo di pistola. Nonostante le cure di Ambroise Paré, non sopravvisse alle ferite riportate.
Diane stava per dare alla luce una piccola renegravia di nome Claudia.
Erano passati appena pochi mesi quando la famiglia decise risposare la giovane vedova con Charles Philippe de Croÿ, marchese d'Havré, cugino di primo grado del duca Carlo III di Lorena e fratellastro del popolarissimo Philippe III de Croÿ, duca di Aarschot, leader del partito cattolico nei Paesi Bassi. Sembrava che non si potesse trovare un partito migliore per lei. Nel 1570 si unì alla grande fratellanza delle famiglie regnanti d'Europa provenienti da Francia, Spagna, Scozia, Inghilterra e da alcuni principati tedeschi e ducati italiani.
Nel 1571 Monsieur d'Havré dovette tornare in patria: i Paesi Bassi erano di nuovo in subbuglio. Di conseguenza, Diane poté essere ricevuta ufficialmente a Bruxelles dal duca di Arschot, dal marito e da tutta la nobiltà fiamminga solo il 10 marzo 1572. La sua bellezza ed eleganza vennero presto elogiate, così come la sua gentilezza e generosità, nella sua nativa Lorena. Questo, naturalmente, diede origine a gelosie, maldicenze e calunnie, anche se è storicamente accertato che Madame d'Havré riuscì ad "accontentare" sia don Giovanni d'Austria, nuovo governatore dei Paesi Bassi, che il bel condottiero, Enrico di Guisa.
Nel 1577, quando la regina di Navarra, Margherita di Valois, si recò a nel comune belga di Spa per prendere le acque, Don Giovanni, che non era sposato, volle riceverla con tutta la pompa dovuta al suo rango. Affidò alla bella marchesa d'Havré il compito di accompagnare la regina da Mons a Namur e poi di fare gli onori di casa.
Le disavventure la riportarono in Lorena, dove si occupò delle sue terre, mentre il marito si divideva tra la carica di consigliere di Stato, il ruolo di ambasciatore presso la regina Elisabetta I d'Inghilterra e i campi di battaglia.

## Discendenza
Diane de Dommartin diede a Jean-Philippe II de Salm una sola figlia:
- Claudine o Claudia renegravia di Salm (1569-1632) sposò Roberto d'Arenberg (1564-1614) figlio di Giovanni di Ligne

Con Charles-Philippe Croÿ ebbe:
- Charles Alexandre de Croÿ, marchese d’Havré (1574–1624)
- Dorothée de Croÿ (1575–1662), sposò suo cugino Charles III de Croÿ
- Ernest de Croÿ (1583–1620), sposò Anna di Pomerania nel 1619, furono i genitori di Ernst Bogislaw von Croÿ.
- Christine de Croÿ (1591–1634), sposò Filippo Ottone di Salm, ucciso nella Battaglia di Nördlingen (1634).

María Eugenia de Palafox y Portocarrero de Guzmán y Kirkpatrick meglio conosciuta come Eugenia de Montijo è una discendente di Diane de Dommartin, nove generazioni separano Diane ed Eugenia.